# Duisburg
Duisburg ([ˈdyːsbʊʁk]) är en kretsfri stad och den femte största staden i förbundslandet Nordrhein-Westfalen i Tyskland, med ungefär en halv miljon invånare. Staden ligger i den nordligaste delen av storstadsområdet Rheinschiene, men brukar även anses vara en del av industriregionen Ruhrområdet som breder ut sig öster om staden.
Staden ligger på båda sidorna av Rhen, cirka 15 kilometer norr om staden Düsseldorf, där floden Ruhr har sitt utflöde i Rhen. I staden finns världens största inlandshamn.
Duisburg är Tysklands största producent av råjärn (49% - 2000) och råstål (34% - 2000). Sex av de masugnar som finns i Ruhrområdet står i Duisburg.

## Historia
Duisburg grundades runt år 420. År 883 nämns staden för första gången.

### Romerska perioden
De senaste arkeologiska undersökningarna visar att dagens marknadsplats var i bruk redan under det första århundradet. Den har varit stadens huvudmarknadsplats sedan 400-talet. Staden låg vid Hellweg, en viktig medeltida handelsväg och ett vadställe över Rhen som kontrollerades av romarna.

### Medeltiden

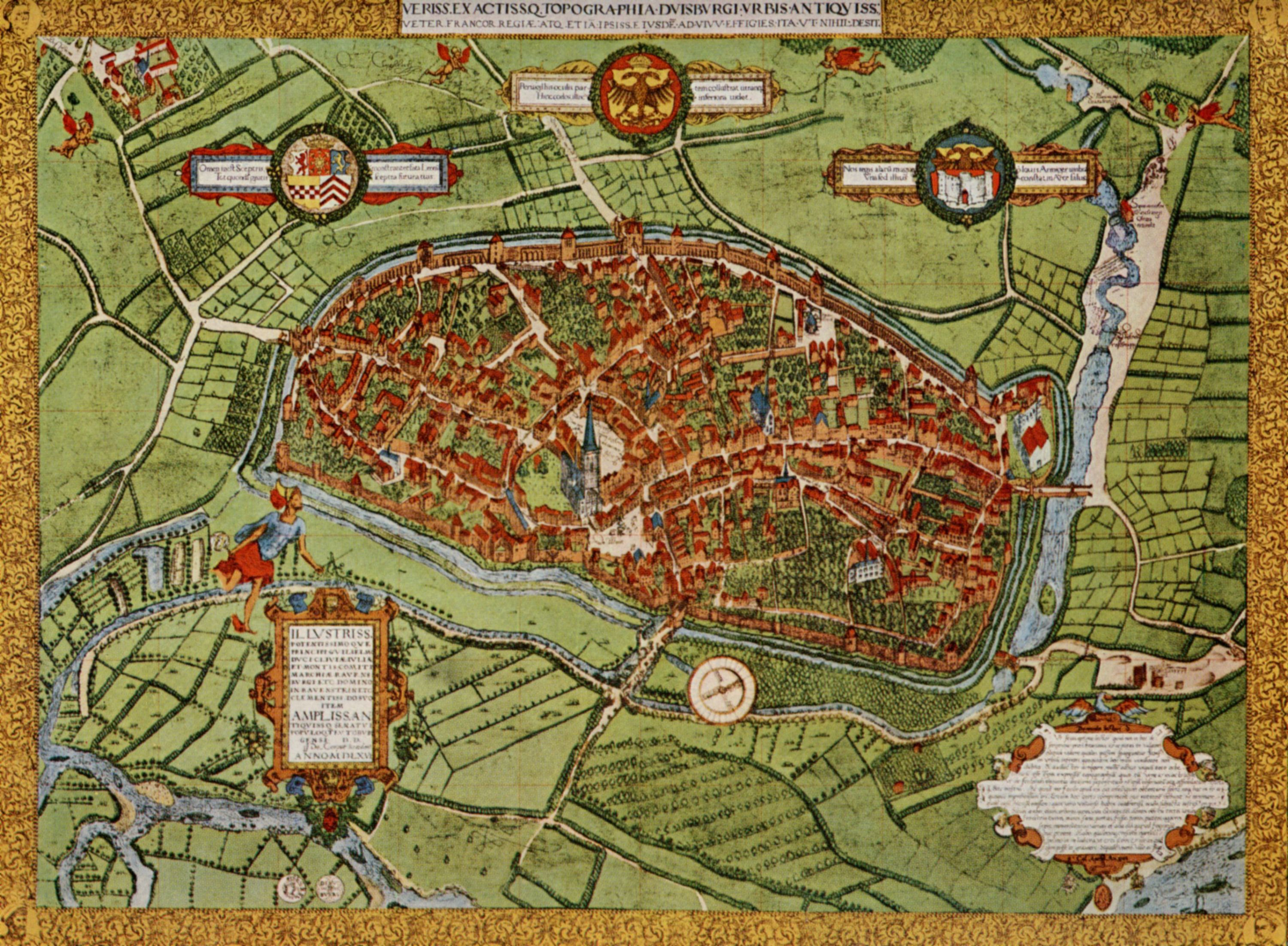
Karta över Duisburg 1566

Tack vare stadens gynnsamma geografiska läge blev det snart en riksstad. Duisburg blev medlem i Hansan. Omkring år 1000 flyttades Rhen västerut från staden vilket stoppade utvecklingen som handelsstad och staden blev i stället ganska lantlig. Gerhard Mercators produktioner och grundandet av ett universitet 1655 gjorde att staden kallas "utbildade Duisburg".
1666 blev staden en del av Preussen, efter att ha tillhört det Tysk-romerska riket.

### Industriella revolutionen
Uppgången för tobaks- och textilindustrierna under 1700-talet gjorde Duisburg till ett industriellt center. Stora industribolag inom järn- och stålproduktion (t.ex. Thyssen och Kruppkoncernen) påverkade stadens utveckling. Stora bostadsområden byggdes nära fabrikerna när arbetarna och deras familjer flyttade in.

### Andra världskriget

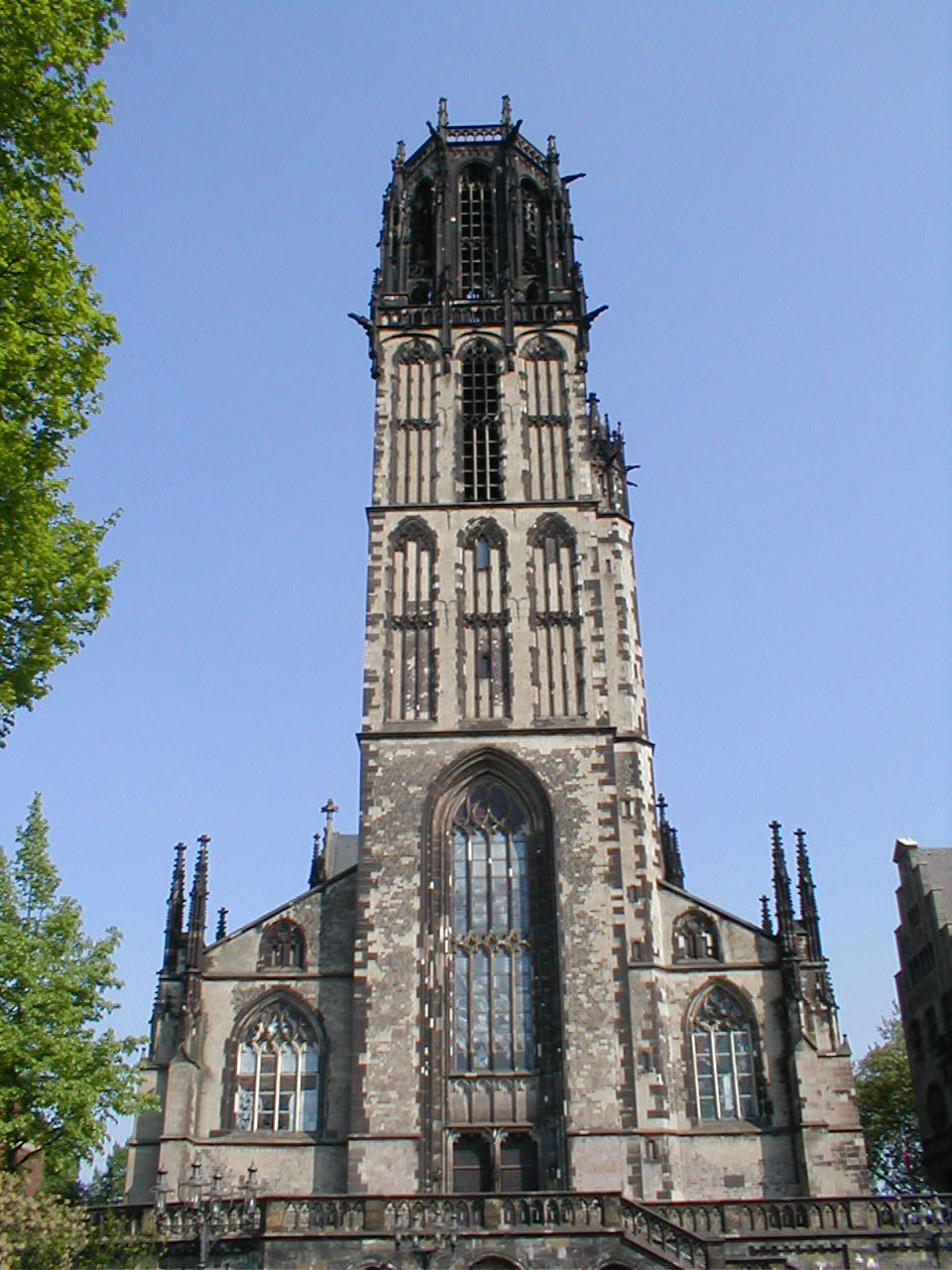
Salvatorkyrkan.

Stadens läge som en industristad gjorde den till ett mål för allierade bombningar under andra världskriget. Enligt vissa historiker är Duisburg den stad som bombades mest under kriget. Totalt utfördes 299 bombräder som totalförstörde nästan hela den historiska stadskärnan. 80% av alla bostadshus hade förstörts eller skadats delvis. Nästan hela staden fick byggas upp på nytt och de flesta historiska landmärkena var förlorade. Större angrepp skedde den 12 och 13 juni 1941 då staden bombades av engelskt flyg, och 445 ton bomber släpptes över Duisburg. 577 engelska bombplan förstörde stadens gamla delar 12-13 maj 1943 med 1 599 ton bomber. 96 000 människor blev hemlösa. Den 22 maj bombades staden med 2 000 ton bomber. Den 14 oktober samma år släppte engelska bombplan av modellerna Lancaster, Mosquito och Halifax 2 018 ton bomber över staden. Duisburg utsattes också för amerikanska artilleriangrepp under april 1945.

### Efterkrigstiden
Duisburg firade sin 1100-årsdag 1983.
Den 19 juli 2004 skadade en tornado stadsteatern och delar av city.
Staden var värd för de 7:e World Games 2005.

## Infrastruktur

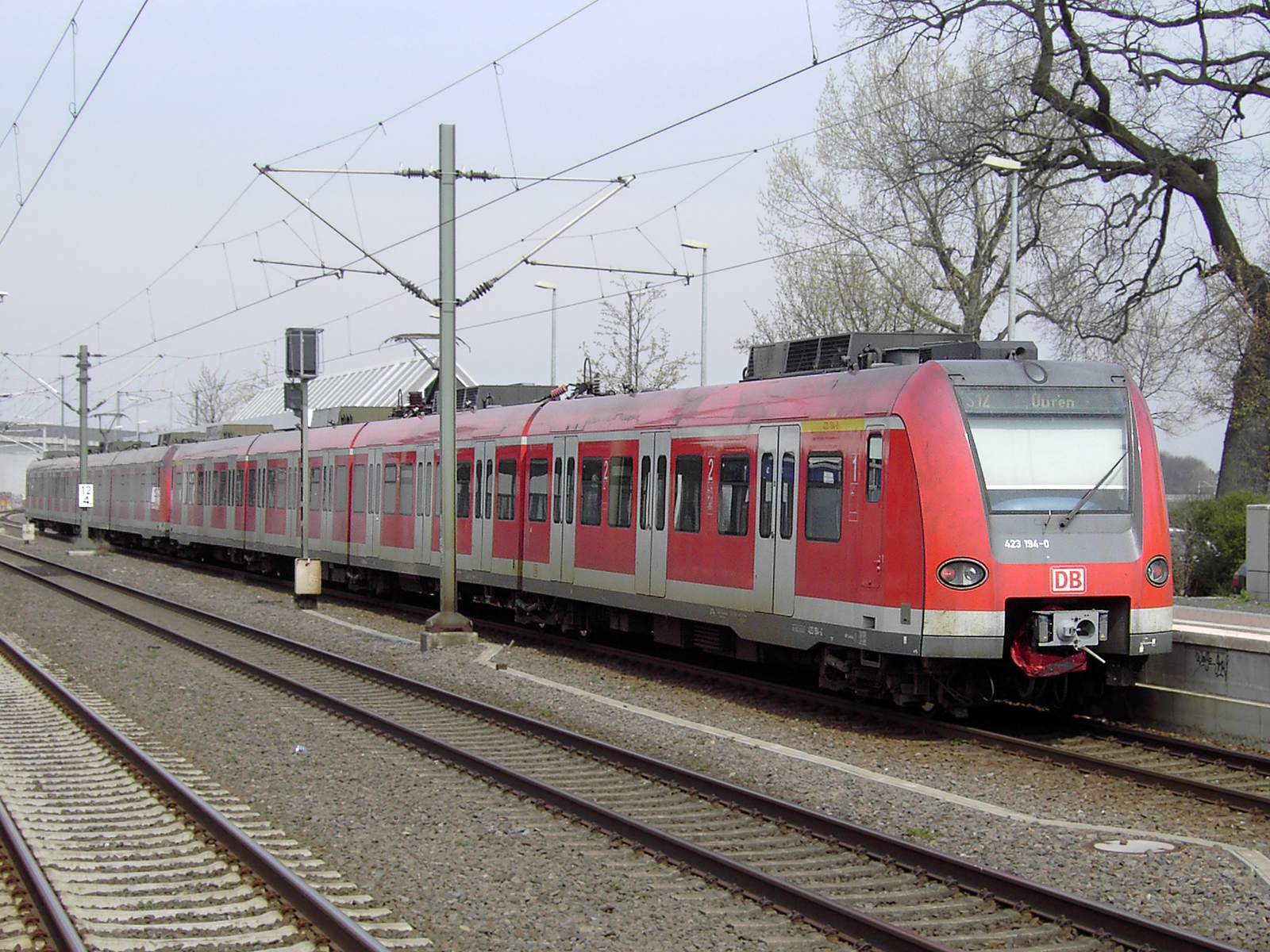
Ett pendeltåg.

Staden ligger vid motorvägarna A3, A40, A42, A59 och A524.
Staden har ett utbrett pendeltågsnät om förbinder staden med hela Ruhrområdet, S-Bahn Rhein-Ruhr.
Duisburg har även Europas största inlandshamn , Duisport.

## Ekonomi och demografi

Indelning i sju Bezirke.

Precis som många andra stora tyska städer befinner sig Duisburg i ekonomisk kris. Invånarantalet fortsätter dessutom att sjunka år för år. Sedan 1990 har staden förlorat över 35 000 invånare och passerats i invånarantal av Hannover, Leipzig, Nürnberg och Dresden. Duisburg är nu Tysklands 15:e största stad.

## Kultur

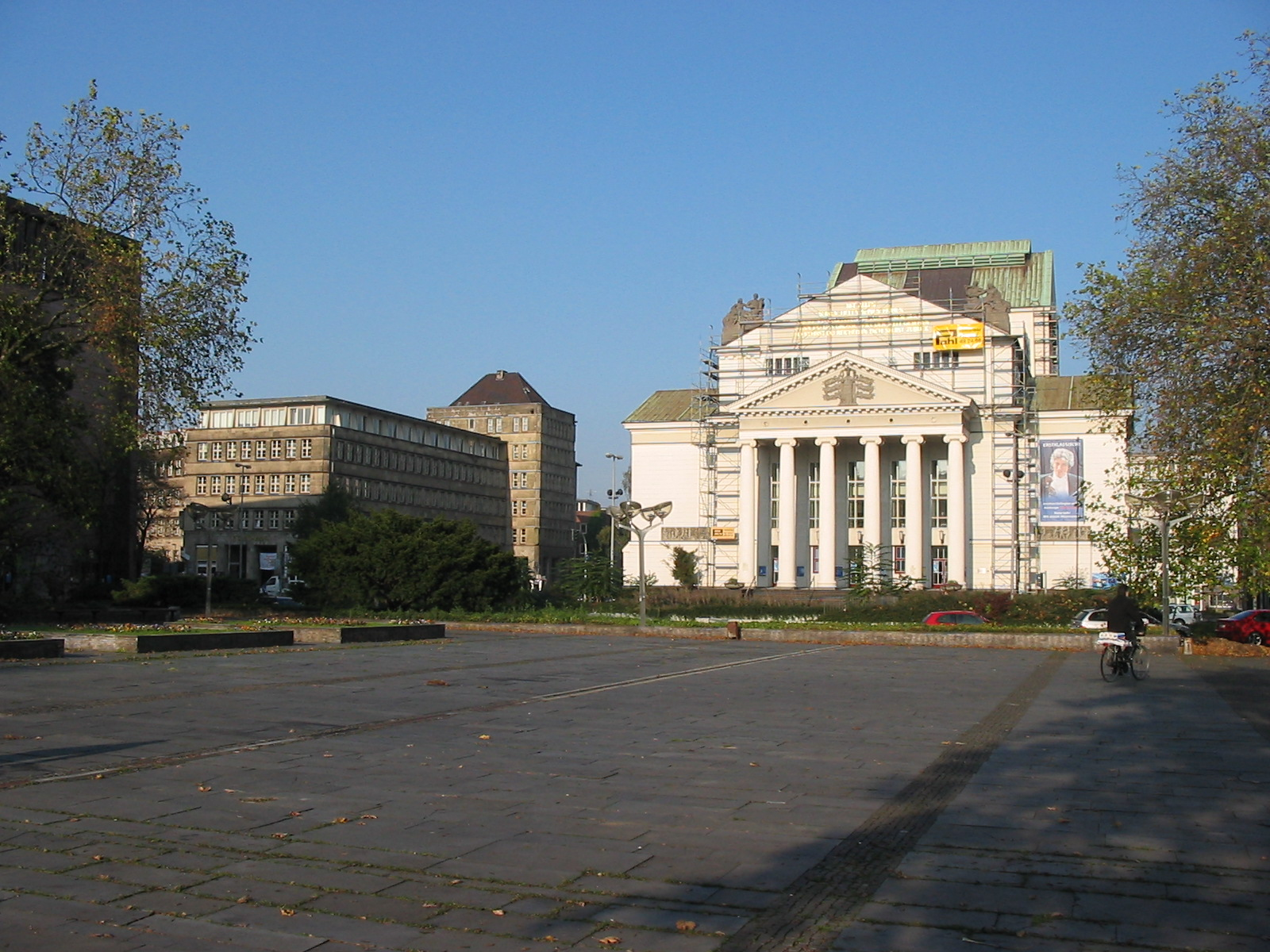
Stadsteatern

Staden har en stadsteater från 1912. I stadsteatern finns en av Tysklands största operor, Deutsche Oper am Rhein. 
Duisburg har också ett stort skulpturmuseum, invigt 1964, Lehmbruck-Museum, med skulpturer av bland andra Pablo Picasso, Max Ernst, Ernst Barlach, Salvador Dalí, Käthe Kollwitz, Alexander Archipenko, Jacques Lipchitz, Raymond Duchamp-Villon, Aleksandr Rodtjenko, Naum Gabo och Antoine Pevsner.

## Idrott
Fotbollslaget MSV Duisburg har spelat många säsonger i Bundesliga. Lagets arena heter MSV-Arena. Kapaciteten är 31 500 personer.

## Kända personer
- Walter de Gruyter (1862-1923), bokförläggare
- Gerhard Mercator (1512-1594), kartograf, flyttade till Duisburg 1552
- August Thyssen (1842-1926), grundare av gruv- och stålindustri och energiföretaget RWE

## Vänorter
Duisburg har följande vänorter:
- Calais, Frankrike, sedan 25 juni 1964
- Fort Lauderdale, USA, sedan 18 mars 2011
- Gaziantep, Turkiet, sedan 2005
- Lomé, Togo
- Perm, Ryssland, sedan 15 oktober 2007
- Portsmouth, Storbritannien, sedan 1950
- San Pedro Sula, Honduras, sedan 2008
- Vilnius, Litauen, sedan 10 oktober 1985
- Wuhan, Kina, sedan 1982. Detta var den första vänortsrelationen mellan Förbundsrepubliken Tyskland och (Folkrepubliken) Kina.